# Alain Chaufour
Pour les articles homonymes, voir Chauffour (homonymie).
Alain Chaufour est un animateur, producteur et réalisateur de télévision. Découvert pendant les années 1980 en intégrant la troupe des animateurs de l'émission Récré A2, il s'est ensuite progressivement tourné vers la production, notamment aux côtés de Mireille Dumas.

## Biographie

### Les débuts dansRécré A2
Alain Chaufour a vingt ans lorsqu’il est choisi par Jacqueline Joubert pour devenir l’un des nouveaux animateurs de Récré A2, l’émission jeunesse d’Antenne 2. Il fait ses premiers pas à l’antenne en juillet 1980 et en reste une des figures emblématiques jusqu’à la disparition de l’émission en 1988.
Il anime seul ou en duo l’émission quotidienne, en alternance avec les autres animateurs du programme. Pendant l’été 1981, il anime la déclinaison dominicale Récré à table, aux côtés de Dorothée, Ariane, Zabou, Jacky, Pierre Jacquemont et Isabelle Arrignon.
À l'occasion de l'émission Discopuce d'Ariane Gil dès septembre 1981, il enregistre des chansons traditionnelles avec les autres « récréamis » dans des clips en costumes et dans des décors incrustés par trucage. L’émission, produite jusqu’à fin 1984, reste à l’antenne jusqu’en 1986. Des disques issus de l'émission sortent dans le commerce.
Alain Chaufour joue le rôle du Prince Alain dans les spectacles Dorothée tambour battant et Dorothée au royaume de Diguedondaine. Proposés gratuitement sous la tour Eiffel pendant les vacances de Noël 1981 et 1982, ces deux spectacles s’articulent autour des chansons traditionnelles jouées dans Discopuce. Quelques représentations ont lieu à l'Olympia pour Pâques 1982. Il partage à nouveau l’affiche des spectacles : Pour faire une chanson à partir de l’été 1983, puis On va faire du cinéma, à partir de décembre 1985.
Alain Chaufour remplace parfois Fabrice ou Zabou dans Les quat’z’amis. Il interprète le générique d’une adaptation australienne en dessin animé du Tour du monde en quatre-vingts jours, diffusée sur Antenne 2 pendant l’été 1983. Il donne la réplique à Poochie, un chien, dans la séquence animée du même nom diffusée dans Récré A2 en 1984.
En 1984, alors que la série Les Maîtres de l’univers est diffusée dans l’émission, il interprète deux chansons liées à la série et éditées sur un 45 tours. Il est également le narrateur de plusieurs livre-disques autour de Musclor et She-Ra : Le château des ombres, Musclor et son tigre de combat (en 1984), Le secret de l’épée, adapté du film sorti au cinéma en 1985, et enfin L’anniversaire de She-Ra (en 1986).
Dès 1985, il participe également aux « dramatiques » de Récré A2, dans lesquelles les animateurs de l’émission jouent un nouveau rôle chaque mercredi après-midi, notamment celui du méchant Chaufourax, qu’il interprète aussi dans la mini-série Dorothée et le trésor des Caraïbes, diffusée pour Noël 1985. Il présente également sur Antenne 2 La Télévision des Téléspectateurs.
En 1987, Alain Chaufour est sollicité par Jean-Luc Azoulay pour suivre Dorothée sur TF1 en septembre 1987 mais, à l'instar du dessinateur Cabu, il décline l’offre ; il reste donc l’une des figures de la dernière saison de Récré A2. Avec Marie Dauphin, il anime la dernière édition de SVP Disney, à Noël 1987, puis, avec toute l’équipe de Récré A2, il enregistre enfin la chanson caritative Un arbre, un enfant, publiée en 1988.

### De Canal+ à Mireille Dumas
Après Récré A2, Alain Chaufour intègre une troupe de théâtre et collabore avec Emmanuelle Bataille, une autre ex-animatrice de l’émission, pour l’écriture de spectacles qu’ils jouent à Paris. En 1989, il obtient également un petit rôle dans un téléfilm australien (tourné à Paris) autour du personnage du Saint, The Blue Dulac.
À cette période, il rejoint également les émissions d’Allain Bougrain-Dubourg en tant que journaliste et il réalise des reportages animaliers. Il apparaît encore à l’antenne pour présenter la météo dans les journaux télévisés de Claude Sérillon sur Antenne 2.
Il rejoint ensuite Canal+ pour animer des chroniques dans les émissions Nulle part ailleurs et La Grande Famille, entre 1991 et 1997. Il poursuit sa carrière de documentariste, pour Arte, puis il collabore avec Mireille Dumas, à partir de 1999.
En septembre 2000, il décroche la présentation de À notre santé, une émission bimensuelle de France 3, qu’il co-anime avec Nathalie Simon. Par la suite, il se consacre à sa collaboration avec Mireille Dumas. Avec elle, il co-réalise de nombreux documentaires, le plus souvent destinés aux prime-times de France 3, notamment dans la collection Signé Mireille Dumas, diffusée à partir de 2011. Il s’agit, le plus souvent, de documentaires à base d’images d’archives, autour d’une ou plusieurs personnalités (Alain Souchon et Laurent Voulzy, Johnny Hallyday, Salvatore Adamo, etc.) ou des rétrospectives thématiques (Les vacances en chansons, sur les tubes de l’été).